# Sarjanka (przystanek kolejowy)
Sarjanka (biał. Сар'янка; ros. Сарьянка) – przystanek kolejowy w miejscowości Wuscie, w rejonie wierchniedźwińskim, w obwodzie witebskim, na Białorusi. Położony jest na linii Witebsk - Dyneburg.
Nazwa pochodzi od przepływającej w pobliżu rzeki Sarjanki.